# Traité de Roskilde
- Suède
- Danemark-Norvège
- Province de Halland, déjà cédée pour 30 ans par le traité de Brömsebro en 1645, est définitivement annexée par la Suède.
- Provinces de Bohuslän (au nord, cédée par la Norvège), de Scanie et de Blekinge (au sud, cédées par le Danemark), également annexées par la Suède
- Province du Trøndelag (au nord, cédée par la Norvège) et île de Bornholm (au sud, cédée par le Danemark), conquêtes éphémères retournées au Danemark-Norvège par le traité de Copenhague en 1660

Traité de Taastrup (en) Traité de Copenhague
 (février 2022).
Si vous disposez d'ouvrages ou d'articles de référence ou si vous connaissez des sites web de qualité traitant du thème abordé ici, merci de compléter l'article en donnant les références utiles à sa vérifiabilité et en les liant à la section « Notes et références ».
Le traité de Roskilde ou paix de Roskilde est un traité conclu le 26 février 1658 (8 mars dans le calendrier grégorien) par le royaume de Suède et le Danemark-Norvège à Roskilde au Danemark, mettant fin à la guerre dano-suédoise de 1657-1658, faisant ainsi cesser provisoirement la première guerre du Nord, conflit plus global, entre les deux pays. Le roi Frédéric III de Danemark cède ses provinces du sud de la péninsule Scandinave à Charles X Gustave de Suède.
Celui-ci, attaqué par Frédéric dans le sud de la Suède en 1657 alors qu'il fait la guerre en Pologne-Lituanie, gagne à marche forcée la péninsule danoise du Jutland. Avec une armée de 9 000 cavaliers et 3 000 fantassins, le 30 janvier 1658, il traverse à pied, le Petit Belt alors pris par les glaces de l'hiver, puis, malgré un redoux qui fait frémir ses généraux, le Grand Belt. Le 11 février, il envahit l'île de Seeland, menaçant la capitale danoise Copenhague avant toute tentative d'organiser sa défense.
Le traité de Roskilde est précédé d'un accord préliminaire signé le 18 février 1658, le traité de Taastrup (en), les diplomates de France et d'Angleterre ayant persuadé Charles X Gustave de diminuer ses prétentions.
Le traité de Roskilde livre à la Suède les provinces danoises de Scanie, Blekinge et Halland (province déjà cédée à la Suède par le traité de Brömsebro en 1645, mais pour une période de 30 ans), l'île de Bornholm, ainsi que les provinces norvégiennes de Trøndelag et du Bohuslän.
La France est garante du traité de Roskilde. Cependant le roi de Suède, y voyant une occasion d'en finir avec le rival danois, viole aussitôt le traité et reprend l'offensive sur la capitale danoise, inaugurant la guerre dano-suédoise de 1658-1660. Copenhague se défend, Trondheim se libère, et en 1660 le traité de Copenhague, arrêtant le conflit et mettant définitivement fin à la première guerre du Nord entre les deux royaumes scandinaves, voit la Suède perdre une partie de ses conquêtes en devant restituer au Danemark-Norvège le Trøndelag et l'île de Bornholm.